# I Am Love
I Am Love è un brano del gruppo musicale statunitense The Jackson 5 estratto il 23 dicembre 1974 come terzo ed ultimo singolo dall'album Dancing Machine, dello stesso anno. In Italia, Spagna, Portogallo, Giappone e nel Regno Unito il singolo fu pubblicato il 7 marzo 1975.
Fu l'ultimo successo da Top 20 dei Jackson 5 per la Motown (dato che il successivo album e i relativi singoli non ebbero un grande successo e i fratelli Jackson passarono alla Epic/CBS Records nel 1976) raggiungendo la posizione numero 15 della classifica generale di Billboard e la numero 3 della classifica R&B.

## Tracce
1. I Am Love (Parte 1) – 5:30 (Don Fenceton, Jerry Marcellino, Mel Larson, Roderick Rancifer)
2. I Am Love (Parte 2) – 2:26 (Don Fenceton, Jerry Marcellino, Mel Larson, Roderick Rancifer)

## Classifiche
| Classifica (1974-1975) | Posizione massima |
| ---------------------- | ----------------- |
| Stati Uniti            | 15                |